# Алоэ Марлота
Алоэ Марлота (лат. Aloe marlothii) — деревянистое или кустарниковое растение из рода Алоэ (Aloe) семейства Асфоделовые (Asphodelaceae). Видовое латинское название дано в честь немецкого ботаника и фармацевта Рудольфа Марлота (1855—1931).

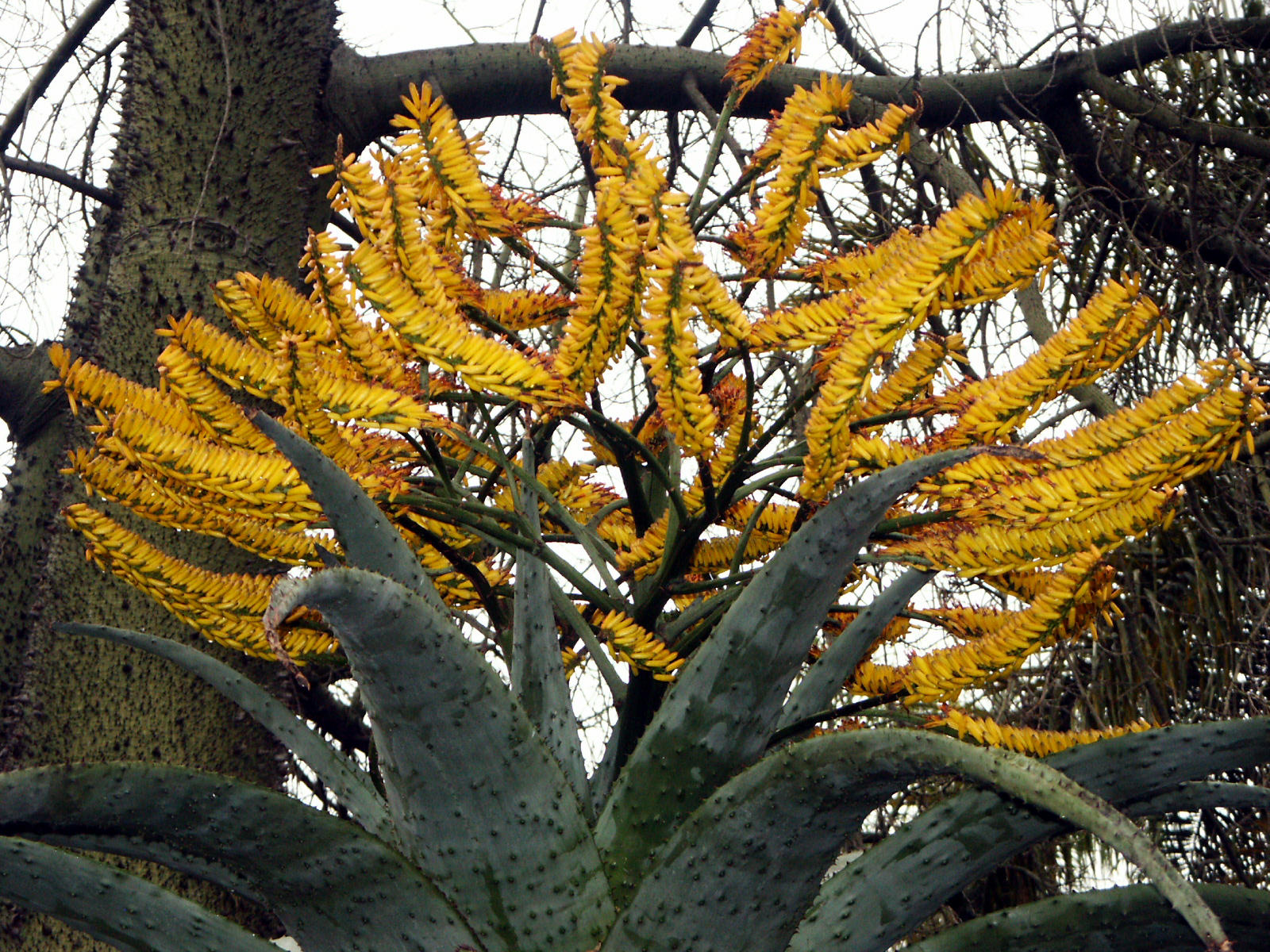
Цветение Aloe marlothii

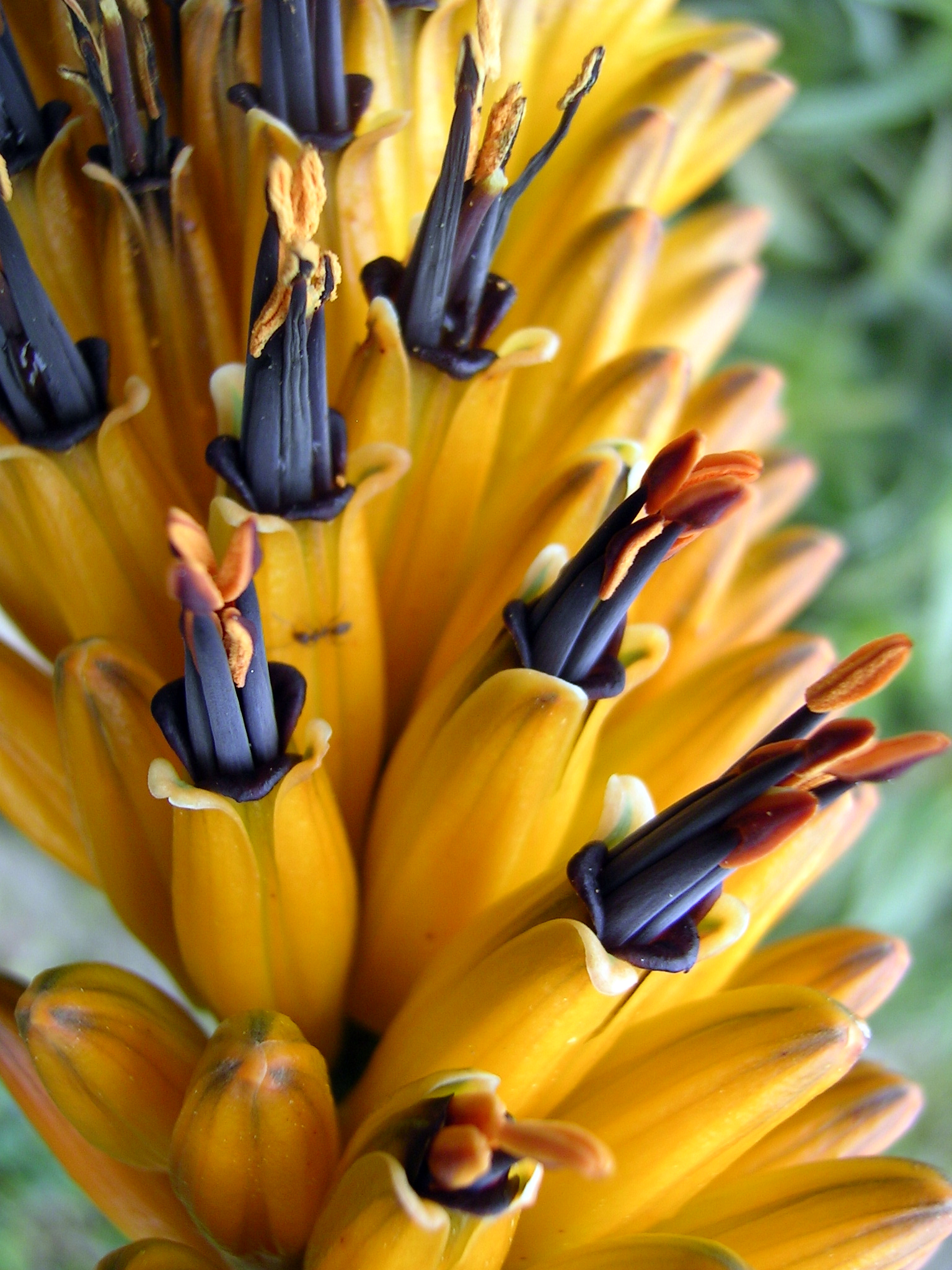
Цветки Aloe marlothii

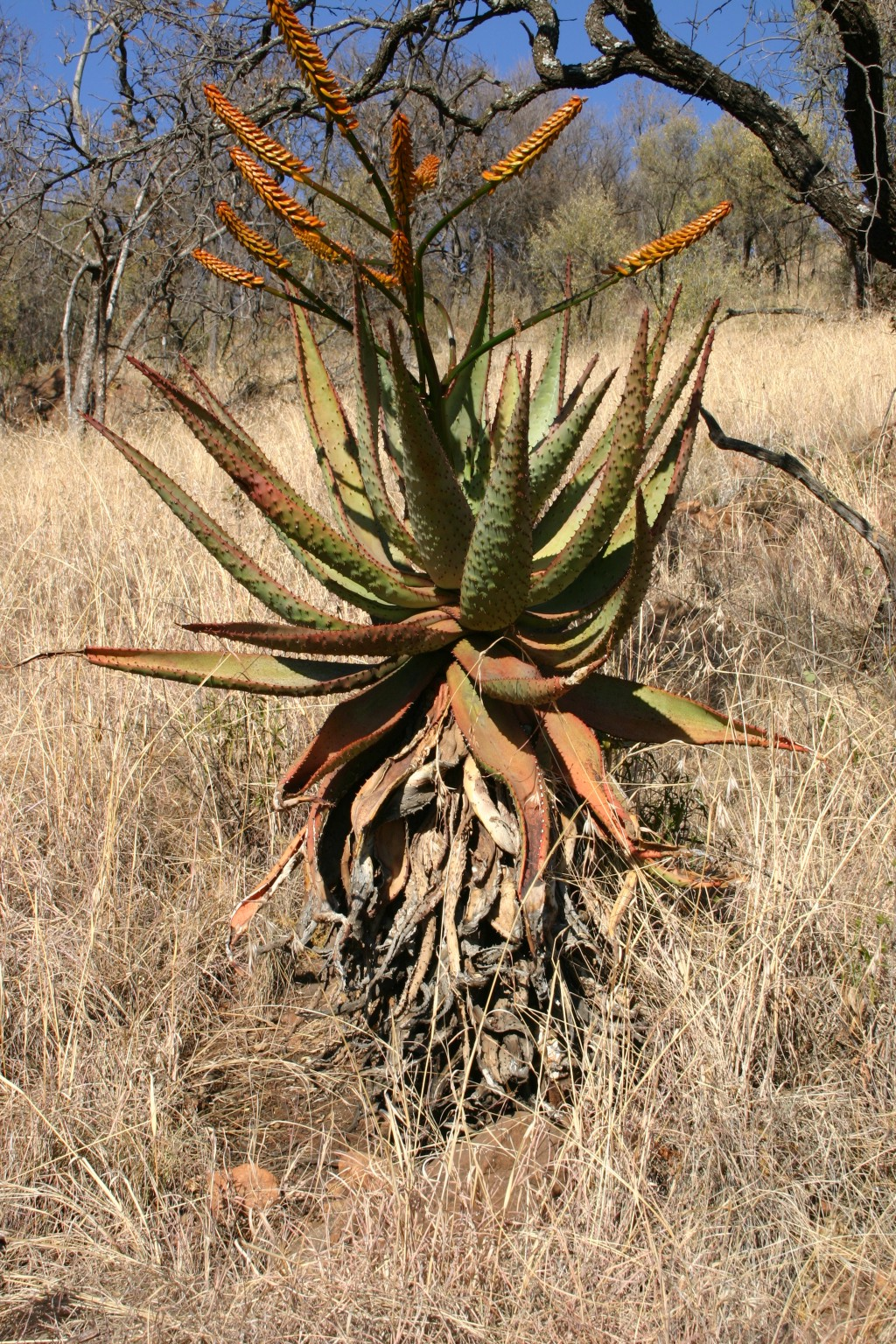
Aloe marlothii в природе

Многолетний вечнозелёный неветвящийся кустарник, высотой 2-4 м с вершиной, украшенной розеткой мощных толстых листьев. Листья ланцетовидные, сочные, серебристо-голубые, 1-1,5 м длиной, 20-25 см в ширину. Края и обе стороны листа усажены зубчиками красного или коричневого окраса.
Цветонос до 80 см высотой, соцветия прямостоячие. Цветки 3-3,5 см длиной оранжевые или оранжево-жёлтые.
В молодом возрасте легко спутать с Aloe aculeata.
Вид распространён в странах Южной Африки: Ботсвана, ЮАР, Эсватини, Мозамбик. Растёт на каменистых почвах на высоте около 1120 метров над уровнем моря и нередко образует настоящие леса.
Содержать на полном солнце. Летом поливают редко (с просушкой земляного кома). Этот вид находится в состоянии покоя в зимнее время, держать его надо абсолютно сухим при температуре около 4℃. Особенно декоративное в возрасте 2-5 лет. Обязательно хорошо пропускающий субстрат, преимущественно песок. Выдерживает температуру около 0℃. Очень часто продаётся в магазинах.